# Обрен Радовић
Обрен Радовић био је каменорезац из чачанских Вранића, активан између 1850. и 1865. године. Надгробнике је израђивао у селима између Чачка и Сувобора. Предак песника Душка Радовића.
Хронолошки припада групи клесара који су били активни половином 19. века, док је стилски близак драгачевским каменоресцима. Спомењарио је по селима на размеђу чачанске и горњемилановачке територије.
Споменике је израђивао од локалног камена у форми високих стубова, уз које су понекад приграђене масивне нагробне плоче. Површине споменика украшавао је геометризованим урезима крстова, „архаичним фигурама”, приказима птица које кљуцају грожђе и двоструким цик-цак линијама.
Рукопис му је читак, а слова правилна и дубоко урезана.
На споменицима се потписивао: Писа Обрен Радовић.
Споменик Мићу Жижовићу (†1847) (Горњи Бранетићи)
Овде почива раб Божи
МИЋО ЖИЖОВИЋ
из Бранетића
поживи 43 г.
умро 1847 г.
оваи белег ударише му
Милић, Тодор и Никола
синови
за 3 дуката
писа Обрен Радовић